# Code Red
A Code Red az 5. és egyben utolsó stúdióalbuma az amerikai hip-hop duo D.J. Jazzy Jeff & The Fresh Prince-nek. Az album 1993. október 12.-én jelent meg a Jive kiadónál. Az album 64. helyezést érte el a Billboard 200-as albumlistán és a 39. helyezett volt a Top R&B / Hip-Hop albumlistán. Az album 1994-ben arany státuszt kapott az amerikai lemezkiadók szövetségétől. Az albumról kimásolt 5 kislemezből 4 Billboard listás helyezést ért el.

## Az album dalai
LP  Egyesült Királyság Jive – HIP 140
 Első oldal
1. "Somethin' Like Dis" – 4:08
2. "I'm Looking for the One (To Be with Me)" – 4:35
3. "Boom! Shake the Room" – 3:49
4. "Can't Wait to Be with You" (featuring Christopher Williams) – 3:51
5. "Twinkle Twinkle (I'm Not a Star)" – 5:23
6. "Code Red" – 3:30

Második oldal
1. "Shadow Dreams" – 4:05
2. "Just Kickin' It" – 4:11
3. "Ain't No Place Like Home" – 5:08
4. "I Wanna Rock" – 6:19
5. "Scream" – 4:31
6. "Boom! Shake the Room" (Street Remix) – 4:30

## Felhasznált zenei alapok
Ain't No Place Like Home
- "Melody for Thelma" by Blue Mitchell
- "La Di Da Di" by Doug E. Fresh and Slick Rick

Boom! Shake the Room
- "Funky Worm" by Ohio Players
- "The Jones' (12" Surgery Mix)" by The Temptations
- "Jump" by Kris Kross

Can't Wait to Be With You
- "You'll Like It Too" by Funkadelic
- "Never Too Much" by Luther Vandross

Code Red
- "Atomic Dog" by George Clinton
- "Date With The Rain" by Eddie Kendricks

I'm Looking for the One (To Be With Me)
- "Funky President" by James Brown
- "Tell Me if You Still Care" by The S.O.S. Band

I Wanna Rock
- "All Night Long" by Mary Jane Girls
- "I Can't Live Without My Radio" by LL Cool J
- "It Takes Two" by Rob Base & DJ E-Z Rock

Just Kickin' It
- "Mystic Voyage" by Roy Ayers Ubiquity

Scream
- "School Boy Crush" by Average White Band
- "That's the Way (I Like It)" by KC & the Sunshine Band
- "Jump" by Kris Kross

Somethin' Like Dis
- "Rock Box" by Run-D.M.C.
- "La Di Da Di" by Doug E. Fresh and Slick Rick

Twinkle Twinkle (I'm Not a Star)
- "It's a New Day" by Skull Snaps
- "I Wanna Thank You" by Johnny Guitar Watson
- "Black Steel in the Hour of Chaos" by Public Enemy

Boom! Shake the Room (Street Remix)
- "Superfluous" by Eddie Harris
- "Mama Said Knock You Out" by LL Cool J
- "Come In Out of the Rain" by Parliament
- "Wah Wah Man" by Young-Holt Unlimited
- "Long Red" by Mountain